# SimTower
SimTower: The Vertical Empire, оригінальна назва The Tower (яп. ザ・タワー, Дза Тава:) — відеогра в жанрі симулятор життя, створена японською студією Vivarium Inc., і видана в листопаді 1994 році для Microsoft Windows і Macintosh System 7. На території Японії гра була видана для ігрових приставок Sega Saturn і Sony PlayStation в 1996 році. У США і Європі поширенням гри займалася компанія Maxis, яка включила гру в лінійку Sim.

## Ігровий процес

Хмарочос у розрізі

Гравець повинен створити багатофункціональний хмарочос, де будуть розташовуватися ресторани, кондомініуми, офіси і ліфти. Одне з головних завдань гравця полягає в тому, щоб орендарі не покинули своє приміщення, для цього необхідно створювати для них сприятливі умови роботи: забезпечувати медичною допомогою, місцями для паркування, тримати приміщення в чистоті, забезпечувати легке і швидке переміщення будівлею перш за все, шляхом будівництва нових ліфтів. Правильний розподіл ліфтів є ключовим фактором у грі.
Вежа оцінюється за п'ятизірковою шкалою, яка залежить від того, скільки в ній поверхів, і на скільки комфортно в ній перебувають орендарі. Спочатку гравцеві доступна невелика однозіркова вежа з обмеженими можливостями будівництва. Для збільшення кількості зірок, гравець повинен збільшувати кількість поверхів для залучення нових орендарів і забезпечувати їм комфортне перебування. Максимально можна будувати 100 поверхів над землею і 9 поверхів під землею. Стандартні ліфти можуть охоплювати максимум 30 поверхів будівлі, а експрес-ліфти — всі поверхи, однак їх обслуговування буде дорого обходиться, з іншого боку, вони ефективно збільшують комфортність для орендарів.
На рейтинг вежі можуть впливати і зовнішні фактори: наприклад гравцеві можуть зателефонувати терористи і повідомити, що вони заклали вибухівку в будівлі, вимагаючи викуп. Якщо викуп не заплатити, то спецслужби повинні знайти бомбу, перш ніж вона в вибухне і нанесе значної шкоди хмарочосу, що в результаті понесе за собою значні збитки і зниження рейтингу. Якщо гравець будує поверхи під землею, то може випадково наштовхнутися на поклади золота, які принесуть великі доходи. Також час від часу хмарочос відвідують так звані VIP-клієнти, яким необхідно забезпечити комфортне перебування будівництвом готелю класу люкс в будівлі та вдосконаленням пересування будівлею. Якщо VIP-гості залишать позитивні відгуки про хмарочос, то це помітно підвищить його рейтинг і навіть дозволить отримати нову зірку. В кінці кожного четвертого кварталу на небі можна бачити Санта-Клауса з його оленями.

## Розробка
Автором ідеї є японський ігровий дизайнер Ютака Сайто. Ідея створити гру прийшла йому, коли Ютака здобував освіту в університеті Васеда і грав SimCity на комп'ютері Macintosh. Сайто почав займатися розробками моделювання будівлі в рамках майбутнього медіа-проекту для японського видавництва. Пізніше Сайто було запропоновано розробляти новий проект для бізнес-компанії, проте він відмовився, побачивши, що занадто далеко відійшов від початкової мети. Сайто покинув компанію і вирішив самостійно створити гру, побудовану на ідеях роботи з хмарочосом і ліфтами. Незабаром Сайто об'єднується з позаштатним програмістом Такумі Абе, який допомагає Сайто створити гру. Для надання реалістичності грі, Сайто спробував зв'язатися з ліфтової компанією, щоб дізнатися про створення ліфтів і їх роботу, проте компанія відмовилася надати яку-небудь інформацію. При розробці дизайну хмарочоса, Сайто використовував програму HyperCard і спочатку створив величезну монохроматичну вежу, пізніше було вирішено умовно розділити за кольорами офіси і готельні об'єкти. Після доопрацювання гри, Сайто зауважив, що продуктивність на Mac помітно покращилася і вирішив доопрацювати гру з підтримкою 16 до 256 кольорів. Сайто згодом на новій роботі був прийнятий як дизайнер анімації та графіки.
Гра спочатку називалася The Tower і повинна була підтримуватися операційними системами Microsoft Windows і Macintosh System 7. Для підтримки гри необхідна підтримка 8-ми бітного кольору і 4 мегабайта оперативної пам'яті. Музика, використана в грі схожа на музику з попередніх ігор серії Sim, звукові ефекти зведені до мінімуму. Звуки, які відтворюються у фоновому режимі включають в себе «офісний шум» і роботу ліфтів.

## Вихід та критика
Гра стала дуже популярною на території Японії, а Ютака Сайто — розробник гри отримав премію від Ніхон кейдзай сімбун як найкращий молодий розробник року. Незабаром президент компанії Maxis Джефф Барун запропонував Сайто випускати гру за межами Японії. На заході гра стала випускатися компанією Maxis під назвою SimTower, як частина лінійки Sim, таким чином обсяг продажів гри був збільшений у рази. Англійська версія гри випускалася для операційних систем ОС Windows і Macintosh System 7. У 1996 році гра була видана для ігрових приставок Sega Saturn і 3DO Interactive Multiplayer.
| Видання | Оцінка        |
| ------- | ------------- |
| AllGame | [ 6 ]         |
| Dragon  | 3 & 31⁄2 of 5 |

Критики журналу South China Morning Post похвалили гру, зазначивши, що вона йде по стопах попередніх ігор Sim-серії. Критик зазначив, що за грою навіть цікавіше спостерігати, ніж в SimCity 2000, спостерігаючи життя і роботу маленьких чоловічків, а сама гра навиває «домашнє почуття» на противагу SimEarth і SimLife, які вийшли дуже універсальними. Бенджамін Свєтки, критик журналу Entertainment Weekly відзначив, що гра приносить безперечно задоволення, зазначивши однак, що геймплей тут занадто повільний, особливо це відчують ті, хто знайомий з попередніми іграми Sim-серії. В австралійському журналі The Age було відзначено, що гра відмінно компенсує провал попередньої гри SimFarm. Ліза Карен Савігнано з журналу Allgame похвалила гру за хорошу графіку і звук, гра цікава при повторному проходженні, однак Ліза поставила оцінку 4 з 5, через нелінійність сюжету гри.
Гра була також піддана критиці в журналі South China Morning Post через відсутність навчання або інструкції, що завдавало багато труднощів для новачків, яким доводилося самостійно освоювати управління грою. Також багато гравців залишилися незадоволені швидкістю гри, яка відіграє важливу роль у доходах, що приносяться від орендарів. Після того, як гравець купує нові предмети або будує нові поверхи, має пройти тривалий час, щоб він отримав нові доходи. Також серед недоліків гри виділяються скарги віртуальних мешканців, які ніколи не пояснюють причину свого незадоволення. Багатьом гравцям припало не до душі відсутність готових будівель і сценаріїв. Газета Game Informer називає гру веселою, до якої швидко звикаєш. Редактор журналу San Diego Union-Tribune Метт Міллер зазначив, що порівняно із SimCity 2000 геймплей в грі дуже повільний і деколи доводиться чекати кілька хвилин, щоб отримати доходи і купити нові доповнення до будівлі. Критик журналу Dragon похвалив гру за її візуальні ефекти і геймплей, однак зазначивши, що гра дуже повільна, що є наслідком недопрацювання геймплея і є певним недоліком для гри-стратегії. У 1994 році гра отримала премію від асоціації програмного забезпечення Codie award, як найкращий симулятор року.
24 листопада 1998 для Macintosh була випущена нова гра зі схожим геймплеєм під назвою Yoot Tower, над дизайном якої працював Ютака Сайто. З січня 1999 гра стала випускатися для Windows. Гравець повинен будувати хмарочос і облаштовувати його громадськими місцями та офісами, будівля також оцінюється за п'ятибальною шкалою. 18 квітня 2005 японська компанія Sega випустила оновлену версію гри — SimTower SP для ігрової приставки Game Boy Advance, яка була випущена в США 15 березня 2006. 26 червня 2008 студією DigiToys була випущена оновлена версія гри під назвою The Tower DS.
Гра Yoot Tower доступна для онлайн покупки в App Store для планшетів ipad.